# Василько Леонович
Василько (Василий) Леонович (Львович; Маричич, Маричинич; нач. XII века (не позднее 1117 года) — 8 августа 1135 года, под Переяславлем) — сын претендента на византийский престол лже-Льва Диогена и русской княжны Марии (Марицы), дочери Владимира Мономаха.
Мария была выдана отцом замуж за объявившегося в начале XII в. на Руси человека, который выдавал себя за погибшего в 1087 году в бою с печенегами Льва Диогена, сына византийского императора Романа IV. Русские летописи именуют его царевичем «Леоном Девгеничем». Великий князь Киевский Владимир Мономах признал самозванца настоящим императорским сыном и решил поддержать его претензии если и не на византийский престол, то на ряд византийских городов на Дунае, где он намеревался создать зависимое от Киева государственное образование под номинальным главенством лже-Льва Диогена.
По одной из версий, Мономах выделил для своей дочери и её мужа переяславский город Воинь. При раскопках на месте этого города был найден нагрудный крест с надписью на греческом: «Господи, помоги рабу твоему Леону». Предполагается, что он мог принадлежать лже-Диогену.
Если предположить, что брак Марицы с «Леоном Девгеничем» состоялся уже в бытность Мономаха великим князем, то можно предположить, что Василько родился не ранее 1114 года (Мономаха призвали на киевский престол в мае 1113 года). Лже-Лев Диоген был убит в августе 1116 года, соответственно его сын не мог родиться позднее 1117 г. Василько, очевидно, был назван в честь Владимира Мономаха, христианским именем которого было Василий.
Поход войск Владимира и Лжедиогена на Византию не увенчался успехом, самозванца убили наёмные убийцы.  Василько воспитывался матерью Марией-Марицей, возможно, именно поэтому в летописях его именуют Мариич, Мариинич, Маричич, Маричинич. Жили они, вероятно, в Киеве, где Василько вырос и со временем стал служить своим дядьям — сыновьям Владимира Мономаха.
Василько погиб в ходе очередного конфликта Мономаховичей с черниговскими Ольговичами.
Летом 1135 года черниговский князь Всеволод Ольгович осадил Переяславль, где княжил сын Мономаха Андрей. На помощь Андрею двинули войска его братья во главе с великим киевским князем Ярополком. Однако 8 августа они были разбиты Всеволодом в битве на реке Супое.
Ярополк с братьями вывел войска в верховья Супоя. По известию летописи, Владимировичи переоценили свои силы и сразились с противником ещё до полного сосредоточения и оснащения своих войск. Удалось достичь частного успеха: старшая дружина опрокинула половцев и стала их преследовать. Между тем остальные войска не смогли противостоять Ольговичам и отступили, стяг был захвачен Ольговичами. Вернувшиеся из преследования бояре стали собираться под поднятый противником стяг Ярополка и в большом количестве попали в плен, включая тысяцкого.
Василько погиб в этом сражении.